# پرستودریایی نوک‌زرد
پرستودریایی نوک‌زرد (نام علمی: Sternula superciliaris) نام یک گونه از سرده پرستودریایی‌های کوچک است.